# 言語獲得
言語獲得（げんごかくとく、英: language acquisition）とは、人が特定の言語を使用できるようになること。特に、幼児期に行われる第一言語獲得のこと。両親の人種や民族に関係なく、一般的に子供はどのような言語でも獲得できる。

## 過程
胎児は産まれる前から外部の音や母親の声に反応を示す。生まれて数日後から母親と視線や表情による交流を始める。これは通常の会話と同じように、相手の反応を見てから反応を還すというターンテイキング構造を持ち、原会話と呼ばれている。生後3ヶ月から半年でうなり声や喃語（ばぶばぶ、あうー）をあげるようになる。また8ヶ月から1歳頃まではどのような言語であれ反応するが、それ以降になると周囲で話されている言語にだけ反応するようになる。1歳頃には単語を発音できるようになり、1歳半頃には二語文を使用し始める。それ以降、急速に言語能力は発達し、4歳頃にはアナロジーやメタファーを理解できるようになる。この過程は文化によって多少の前後があるが共通した文化普遍的な現象である。

## 言語獲得のモデル
言語の獲得は人の発達のごく初期に行われる重要な出来事である。他の能力の発達、特に概念獲得とどちらが先か、どのように作用し合うのかには議論がある。
エリザベス・スペルクとスーザン・ケアリーやサイモン・バロン＝コーエンは数の概念、初歩的な物理の概念（物体の永続性や連続性）や心の理論などの発達が言語獲得より先に始まり、言語獲得の基盤となっていると考えている。一方マイケル・トマセロやエリザベス・ベイツのような他の研究者は概念獲得や心の理論の発達、社会的認知能力の発達と言語獲得は相互作用によって起きると考えている。
言語学者らでは、チョムスキーらの生成文法（句構造文法）を研究した一派は言語獲得についての仮説として、生得的に「普遍文法」という文法を人は持っているのだという仮説を立てた。一方で、そのような言語に特化した生得的なものは無いとする主張もある。認知言語学の研究者はそういった立場であり、言語能力は他の能力と密接に関連しており、専門化された「普遍文法」仮説がいうような遺伝的基盤は無いと考えている。いずれにしろ言語学の立場からは、言語という現象を通して心の理論などを研究しているのであるから、彼らがそういったようにして脳の現象などについて持っている理論はいずれにしろ「脳生理学的なものというよりは仮説」である（ブローカ野やウェルニッケ野など、神経学などの側から「反対側から掘ったトンネル」のようにして仮説ではなくなることもある）。
またコネクショニズムは、主に認知科学などの側から、言語獲得などといった脳の働きを、ニューラルネットワークモデルで研究しようという立場である。

## 優勢言語
例えば英語を母語とするアメリカ人とフランス語を母語とするフランス人の間に生まれた子供が日本で生まれ育った場合、家庭において日常使用されている言葉（どの言語であるかは家庭の環境によって異なる）を習得し、家庭で使われている言語と日本語をともに獲得することになる。二つ以上の言語を使用できるときに、中心的に使用される言語を優勢言語と呼ぶ。あるいは、そういった特殊事情は無しに、単に両親の生まれ育った環境でその子も育った、という場合も含め、これは専門家であれば第一言語（first language）と呼ぶものでもあり、一般的に俗には母語（mother tongue）などとも呼ばれるものである（日本語話者の一部が使う「母国語」という語は、これらの英称とも対応していないし、言語学的には不正確でもある）。優勢言語がどのようにして決まるかはケースバイケースである。方言については、一例では、ジュディス・ハリスの研究によればアメリカ移民の子供は親が使うブロークンな英語よりも、仲間たちが使う正しい英語を身につけた。したがって家庭よりもそれ以外の環境の影響が強いかもしれない（あるいは、原因と結果の逆転の可能性もある。すなわち単に、言語獲得についてだけでなく、あらゆる面で家庭よりもそれ以外の環境の影響が強かったために、そうなったのかもしれない）。リズム教育は幼児の言語識別能力に一役買っている。